# Gustav Niemann
Gustav Niemann (Rheine, 9 de fevereiro de 1899 — Munique, 1 de janeiro de 1982) foi um engenheiro mecânico alemão. 
Foi um renomado especialista em elementos de máquinas.

## Vida
De 1919 a 1923 estudou na Universidade Técnica de Darmstadt, com doutorado em 1928 na Universidade Técnica de Berlim, com a tese "Über Wippkrane mit waagerechtem Lastweg". De 1934 a 1950 foi professor na Universidade Técnica de Braunschweig. De 1951 a 1968 foi catedrático de elementos de máquinas na Universidade Técnica de Munique. Em anexo está situado o centro de pesquisas sobre construção de engrenagens e caixas de câmbio.
Gustav Niemann foi laureado com uma série de premiações, dentre outras com a Medalha Grashof da Verein Deutscher Ingenieure e com a Medalha E.P. Connell da American Gear Manufacturers Association (o primeiro não-estadunidense). A Universidade Técnica de Munique renomeou a sala MW0001 da Faculdade de Ciências de Máquinas em sua memória como Sala Gustav Niemann.

## Obras
- Gustav Niemann, Manfred Hirt: Maschinenelemente. Springer, Berlim 1975, 1983. ISBN 0387068090 (em três volumes)
  - Volume 1. Konstruktion und Berechnung von Verbindungen, Lagern, Wellen.
  - Volume 2. Getriebe allgemein, Zahnradgetriebe - Grundlagen, Stirnradgetriebe.
  - Volume 3. Schraubrad-, Kegelrad-, Schnecken-, Ketten-, Riemen-, Reibradgetriebe, Kupplungen, Bremsen, Freiläufe.